# Neuroma de amputação

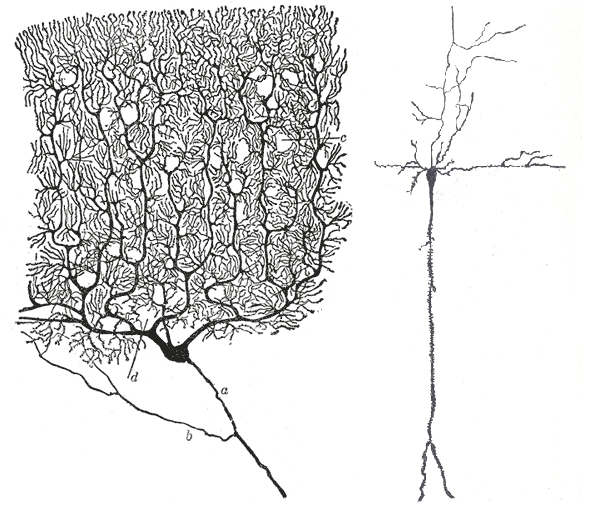
Exemplos de neurônios.

O Neuroma de amputação também conhecido como Pseudoneuroma a ocorre quando o espaço entre o coto proximal e o coto distal do axônio de uma célula nervosa é muito grande ou quando ocorre uma amputação,  They are relatively rare on the head and neck. os ramos do coto proximal crescem desordenadamente, entrelaçam-se e formam uma estrutura muito sensível, provocando a dor. É por causa desses neuromas de amputação, que quando o corpo é ferido, a região ferida do corpo dói mesmo depois de ter levado o ferimento. Quando um axônio de uma célula nervosa é cortada acidentalmente, o que ocorre no caso dos ferimentos na pele, a região que fica ligada ao corpo celular é chamada coto proximal, e a que fica separada é chamada coto distal.
Quando o axônio é cortado, o axônio cresce, mas as células de Schwann multiplicam-se e agrupam toda a região dilatada do axônio. As células de Schwann são responsáveis pela criação da mielina, que funciona como um isolante elétrico do axônio. Toda a área dilatada do axônio, é agrupada dentro da mielina, que depois de um certo tempo, agrupam-se e formam um axônio regenerado. Todo esse processo faz parte da regeneração da fibra nervosa e demora cerca de 3 meses. A células nervosas conseguem se regenerar muito bem, pois, como as células musculares do coração, as células nervosas não se dividem mais depois de diferenciadas. Desse modo, se forem destruídas, não são mais repostas.

## Formação do neuroma de amputação
Quando há o corte do axónio, que, geralmente, é acidental, nasce o neuroma de amputação. O neuroma de amputação é um axónio de um neurônio, que cresce desordenadamente, às vezes, de forma muito dolorosa na extremidade do nervo. Esse neuroma faz parte de um processo biológico que acontece em células nervosas, chamado "Degeneração Walleriana". Essa degeneração é processo que a célula nervosa faz para regenerar um axônio cortado ou danificado. Como o neuroma de amputação são ramos do axônio, e o axônio faz parte do caminho de onde as informações do ambiente externo chegará ao cérebro, então as informações sobre o ambiente externo do corpo não serão levadas ao cérebro por uma célula nervosa com o axônio cortado. Com isso, as únicas informações que o cérebro receberá de uma célula nervosa com neuroma de amputação será uma grande dor, que é causada quando um corpo qualquer choca-se contra a região cortada do corpo.
Os neuromas de amputação são divididos em duas formas: quando o neuroma de amputação encontra-se com o cilíndro de células de Schwann e conseguem regenerar completamente o axônio em apenas 3 meses, ou, quando formam-se neuromas de amputação, mas não conseguem encontrar o cilíndro de células de Schwann, fazendo com que o axónio fique vários meses sem ser regenerados.
Geralmente, o espaço entre o coto proximal e o coto distal distingui os neuromas de amputação. Quando o espaço entre eles é pequeno e estão bem alinhados entre si, a regeneração do axónio e a paralisação do crescimento do neuroma de amputação é finalizado. Mas quando o espaço é grande o suficiente para que o neuroma de amputação não se encontrar com o cilíndro de células de Schwann, não ocorre a regeneração nem a paralisação do crescimento do neuroma, e a célula nervosa não conseguirá obter informações nervosas para o cérebro.